# Mesechinus dauuricus
Mesechinus dauuricus är en däggdjursart som först beskrevs av Carl Jakob Sundevall 1842.  Mesechinus dauuricus ingår i släktet Mesechinus och familjen igelkottdjur. IUCN kategoriserar arten globalt som livskraftig. Inga underarter finns listade.
Enligt ett fåtal mätningar är djuret cirka 24 cm lång (huvud och bål), svanslängden är ungefär 2,5 cm och vikten ligger mellan 240 och 500 g. Vid kroppsdelar som inte är täckta av taggar förekommer borstig päls. Öronen är långsträckta. Arten har inga helt vita taggar inblandade. Det finns små knölar på taggarnas yta men inga rännor.
Denna igelkott förekommer i stora delar av Mongoliet, i nordöstra Kina och i angränsande regioner av Ryssland. Habitatet utgörs av stäpper och andra gräsmarker med glest fördelade träd (öppen taiga). Arten vistas ofta nära jordbruksmark eller i trädgårdar.
Igelkotten vilar gärna i underjordiska bon som byggdes av andra djur. Under den kalla årstiden håller den vinterdvala. Parningen sker under sommaren och per kull föds tre till sju ungar. Ungarna lämnar efter sju till åtta veckor sin moder och vandrar sedan längre sträckor. Igelkotten äter insekter och andra ryggradslösa djur samt några små ödlor, gnagare, fåglar och as.
Den största naturliga fienden är grävlingsarten Meles leucurus. Sällan dödas individer av rävar, varg, örnar och ugglor.